# 法蘭茲·耶格施泰特
法蘭茲·耶格施泰特（德語：Franz Jägerstätter；1907年5月20日—1943年8月9日）是第二次世界大戰期間奧地利良心拒服兵役者，後因拒絕為納粹德國而戰而被判處死刑處決。 後來他被天主教會宣佈為殉教徒。

## 生平
法蘭茲·耶格施泰特出生在上奧地利州聖拉德貢德，一個位於薩爾茨堡和因河畔布勞瑙之間的小村莊。雙親是女服務員Rosalia Huber和農民Franz Bachmeier。之後生父在第一次世界大戰中身亡，他的母親於1917年再婚時，弗蘭茨被繼父海因里希·耶格施泰特收養。
他在艾森埃爾茨擔任農場工人和礦工，1933年他繼承繼父的農場。1936年濯足節，他與法蘭齊斯卡·施瓦寧格（Franziska Schwaninger）結婚。婚禮儀式結束後，這對新婚夫婦前往羅馬朝聖，在那裡他們得到了教皇庇護十一世的祝福。受到妻子的啟發，法蘭茲·耶格施泰特開始研究聖經和聖徒。他們育有三個女兒：瑪麗亞（Maria）、阿洛伊西娅（Aloisia）和罗萨莉娅（Rosalia）。
當德國軍隊於1938 年3月進入奧地利時，法蘭茲·耶格施泰特拒絕擔任村長。在4月10日的公民投票中，他是村里唯一一個投票反對德奧合併的人；儘管如此，地方當局壓制了他的異議並宣布一致通過。他很沮喪地看到村中有許多天主教徒支持納粹，他寫道：“我相信真正的基督教信仰幾乎沒有比這更悲傷的時刻了”。雖然他沒有參與任何政治組織，也接受過短暫的軍事訓練，但他仍然公開反對納粹。1940年12月8日，他加入方濟各第三會，並從1941年夏天開始在當地教區教堂擔任聖餐員，曾四次被推遲服兵役。
1940年6月17日，33歲的法蘭茲·耶格施泰特首次被徵召入伍，並於10月再次被徵召加入德國國防軍，並在恩斯完成訓練。他拒絕接受希特勒誓詞，但在1941年以農民的身份獲得豁免返回家園。面對自己服兵役、鎮壓教會的經歷以及納粹T-4行動的報導，他開始審視戰爭道德。他甚至前往林茨與主教討論這個問題，但他為主教似乎害怕面對這些問題而感到難過。
在多次拖延之後，法蘭茲·耶格施泰特終於在1943年2月23日被徵召入伍。他堅持反對為納粹德國而戰，並在3月1日進入恩斯的國防軍駐軍後宣佈因良心拒服兵役。他提出擔任軍醫的提議被忽略。他立即被捕，首先關押在林茨監獄，然後從5月4日起關押在柏林泰格爾監獄。他村里的一位牧師到監獄探望他，試圖說服他，但沒有成功。當他聽說奧地利神父弗朗茨·赖尼施因拒絕接受希特勒誓詞而被處決時，他決心走同樣的道路。
1943年7月6日，法蘭茲·耶格施泰特在柏林夏洛騰堡帝國法院的軍事審判中因煽動叛亂罪被判處死刑。8月9日，他被移送到布蘭登堡-戈爾登監獄，在那裡他被送上了斷頭台。1946年，他的骨灰被安葬在聖拉德貢公墓。

## 遺產
美國電影導演泰倫斯·馬利克於2019年將法蘭茲·耶格施泰特生平改編為《隱藏的生活》，由奧古斯特·迪赫飾演主角法蘭茲。這部電影靈感來自Erna Putz撰寫的《Franz Jägerstätter: Letters and Writings from Prison》。

## 外部連結
- "The Refusal" （页面存档备份，存于） a story of Franz Jägerstätter, a semi-documentary filmed in black-and-white in German with English subtitles alternating dramatizations with actual interviews with Jägerstätter's wife, priest, and other villagers, Der Fall Jägerstätter (1971) （页面存档备份，存于）
- Born between Salzburg and Braunau am Inn （页面存档备份，存于）
- Franz Jägerstätter and Leopold Engleitner （页面存档备份，存于）
- Bl. Franz Jägerstätter (1907–1943) （页面存档备份，存于） Biography by the Holy See
- Site about Jägerstätter – in German, with some English translations
- Franz Jägerstätter: a solitary witness （页面存档备份，存于）